# Tommaso Mocenigo

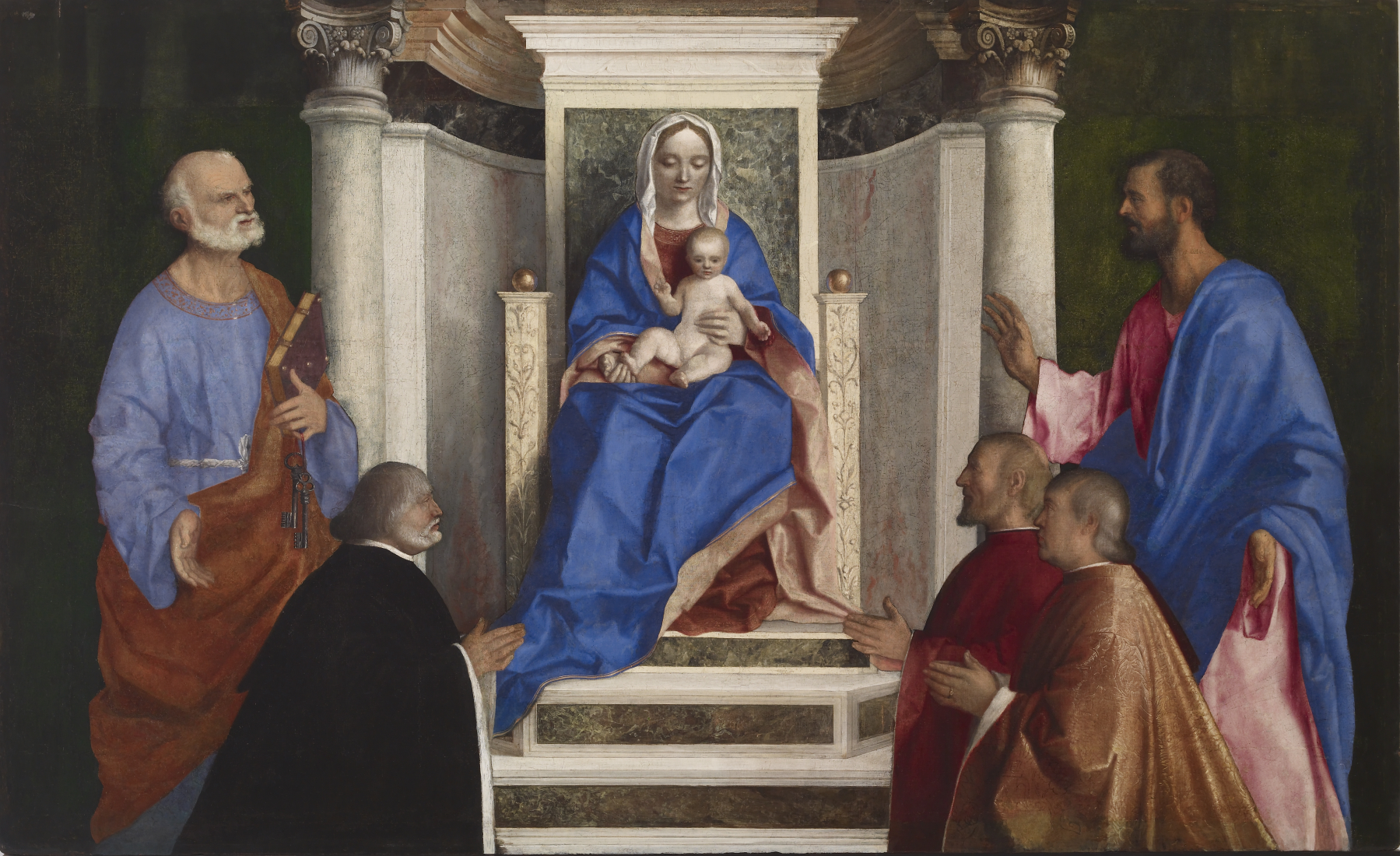
Giovanni Bellini: Madonna mit Kind und den Heiligen Petrus und Markus, kniend vor ihnen die Prokuratoren von San Marco, nämlich Tomaso Mocenigo, Luca Zeno und Domenico Trevisano; Tempera und Öl auf Leinwand, 91,7 × 150 cm, 1510, Walters Art Museum in Baltimore

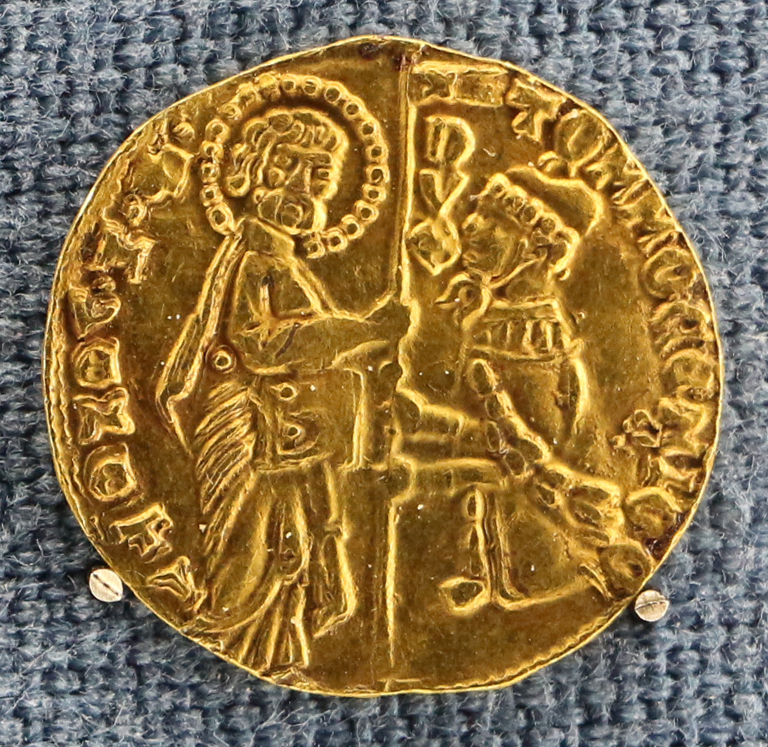
Unter „TOMMOCENIGO“ geprägter Dukaten, auf dem Avers mit dem Dogen kniend vor dem Evangelisten Markus

Tommaso Mocenigo (* 1343 in Venedig; † 4. April 1423 ebenda) war nach der Zählweise der staatlich kontrollierten Geschichtsschreibung der Republik Venedig ihr 64. Doge. Er regierte von Ende Januar 1414 bis zu seinem Tod mehr als neun Jahre lang.
Mocenigo stieg bereits in den 1370er Jahren zu höchsten militärischen und zivilen Ämtern auf. Sein Vermögen vergrößerte er vor allem durch den Handel mit Syrien und Ägypten. 1396 brachte er als Flottenführer den späteren römisch-deutschen Kaiser Sigismund nach der Niederlage des Kreuzfahrerheeres gegen die Osmanen in Sicherheit, was ihn dazu prädestinierte, immer wieder Verhandlungen an dessen Hof zu führen. Bedingt durch die Expansion Venedigs auf Reichsgebiet in Italien, war das Verhältnis zwischen den Mächten äußerst gespannt. Zugleich wurde Venedig in die Kämpfe in Oberitalien verstrickt, was Mocenigo dazu veranlasste, noch auf dem Sterbebett vor dieser Expansionspolitik zu warnen. Mocenigo war nicht nur auf Euböa und Kreta in höchsten Ämtern tätig, sondern auch als Unterhändler am Hof zahlreicher Potentaten. So trug er zur Rückgewinnung des 1358 verlorenen Dalmatien im Jahr 1409 bei, womit ein weiterer Konflikt mit dem Reich entstand.
Während seiner Regierungszeit stieg Venedig, nun als Festlandsmacht, neben Mailand, Florenz, Neapel und dem Kirchenstaat zu einer der fünf führenden politischen und wirtschaftlichen Mächte Italiens auf. Dies und der Streit mit Ungarn führte aber auch zu schweren Konflikten mit Sigismund, der 1411 König des Römisch-deutschen Reiches wurde. Die Vorherrschaft der Republik über die Adria wurde durch Siege gegen die Ungarn, das Osmanische Reich und durch Eindämmung der Piraterie gesichert. Politisch und wirtschaftlich befand sich Venedig auf dem Gipfel seiner Macht. Während Mocenigos Amtszeit wurden der Volksversammlung, die bis 1156 die Dogen gewählt und bei existenziellen Entscheidungen mitgewirkt hatte, und die immer noch formal die Gesetze bestätigen musste, nun ausdrücklich ihrer letzten Rechte beraubt.

## Familie

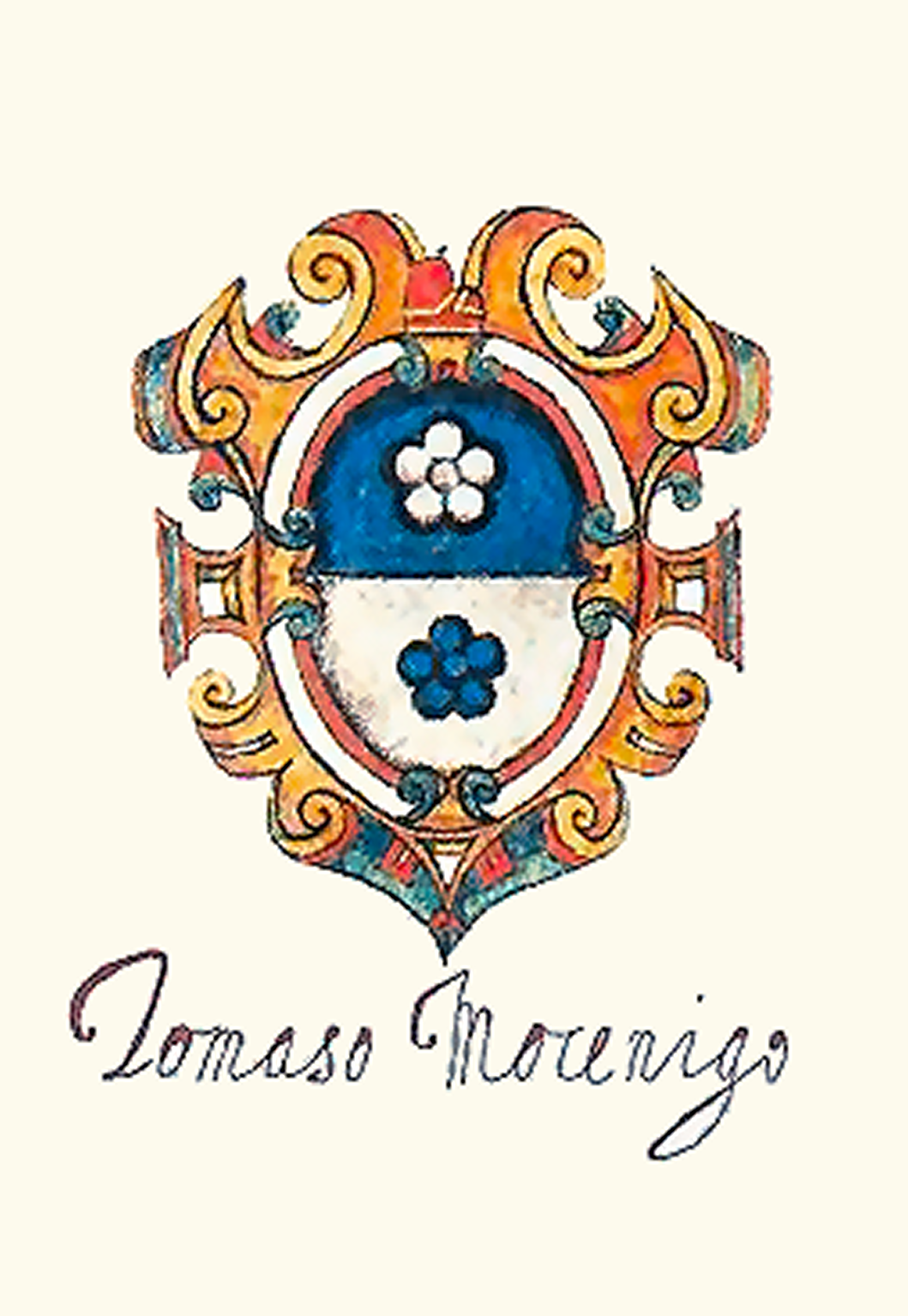
Wappen des „Tomaso Mocenigo“, frühes 17. Jahrhundert

Tommaso Mocenigo stammte aus der verzweigten Familie Mocenigo, aus der später noch sechs weitere Mitglieder zu Dogen gewählt wurden: Pietro Mocenigo (1474–1476), einer der See- und Kriegshelden Venedigs, Giovanni Mocenigo (1478–1485), Alvise Mocenigo I. (1570–1577), dann der zweite Doge dieses Namens (1700–1709), schließlich der dritte (1722–1732) und der vierte (1763–1778). Nach den Contarini stellten die Mocenigo die meisten Dogen.
Die Familie stammte aus Mailand und war vor der serrata, der Schließung des Großen Rates ab 1297, in den Stand der Nobili aufgenommen worden. Sie besaß einen aus vier Gebäuden bestehenden Komplex, die Palazzi Mocenigo, am Canal Grande.
Tommaso war der erstgeborene Sohn des Pietro di Giovanni, der der Gemeinde San Samuele angehörte, und seiner Frau Elena, deren Familienname nicht überliefert ist.

## Leben

### Politisch-militärische Karriere, wirtschaftliche Tätigkeit

#### Krieg gegen Genua, oberster Gerichtshof
Erstmals erscheint Tommaso Mocenigo 1373 in den Quellen bei der Verteidigung der Festung Castello della Lova, gelegen am Südrand der Lagune von Venedig bei Chioggia, gegen Padua. Befestigt wurde das Castello 1384–1385 und 1393, die Wiederanlage von Salinen in der Nähe wurde strikt untersagt. Der Ausbau der dortigen Befestigungsanlage stand in einem größeren Zusammenhang, denn rund um die Lagune von Venedig wurde ein Verteidigungssystem in Angriff genommen. So entstanden die Festungswerke S. Andrea di Lido, dazu jenes Werk bei Chioggia, dann in Mestre und in Motta di Livenza. Dies war kein Zufall, denn Venedig und auch Tommaso Mocenigo wurden mit einem äußerst schlagkräftigen Gegner unmittelbar konfrontiert.

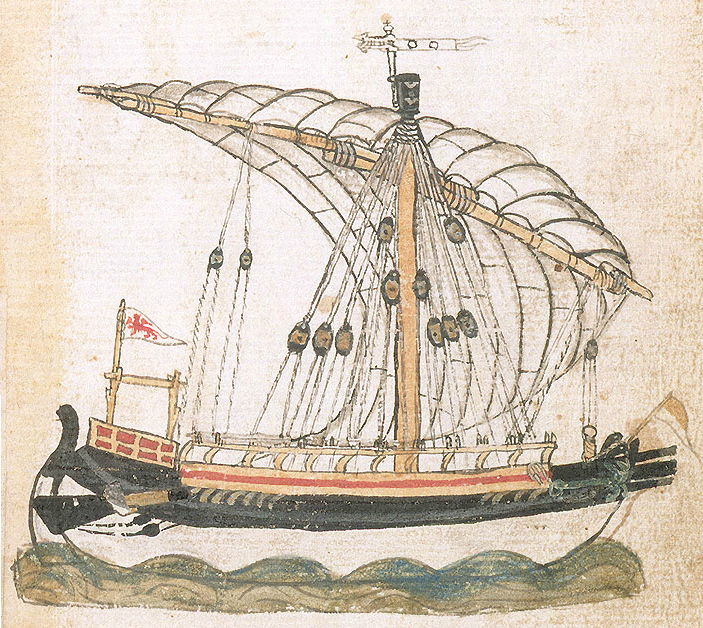
Darstellung einer Flanderngaleere, Michalli da Ruodo, nach 1434

Noch April 1377 saß Mocenigo als einer der Capi der Quarantia vor, dem höchsten Gerichtshof Venedigs. Doch während des vierten Krieges gegen Genua, auch als Chioggia-Krieg bekannt, wurde ein Schiff Mocenigos, das gerade mit Baumwolle aus Syrien zurückkehrte, von Genuesen verfolgt. 1380 kämpfte er gegen die Genuesen, die sich nun in Chioggia festgesetzt hatten und die Existenz der Republik Venedig bedrohten. Im November desselben Jahres wurde er in einen hundertköpfigen Rat gewählt, der für die Kriegsführung verantwortlich war. Dessen strategische Entscheidungen waren letztlich erfolgreich. Der Handel konnte wieder aufgenommen werden, von dem die Existenz Venedigs abhing, wie die aller Städte rund um die Lagune. 1382 ersteigerte Mocenigo den Frachtraum einer ganzen Galeere, die mit anderen Schiffen im Konvoi nach Alexandria fuhr.

#### Wahl des Dogen Michele Morosini, Rat der Zehn (1386–1387), diplomatische und staatswirtschaftliche Ämter
Nach dem Tod des Dogen Andrea Contarini saß Mocenigo in dreien der Wahlkommissionen, die schließlich Michele Morosini zum Nachfolger Contarinis wählten. Allerdings war er nicht einer der 41 Elektoren, die am Ende des mehrstufigen gemischten Verfahrens aus Wahlen und Losentscheiden den Dogen direkt wählten.
Als sein Vater Prokurator von San Marco wurde, eine der höchstangesehenen Stellungen, in die ein Patrizier gelangen konnte, zog Tommaso Mocenigo 1385 in die Prokuratien am Markusplatz um. Ab Oktober 1386 gehörte er für ein Jahr dem Rat der Zehn an, dem mächtigsten Gremium. 1387 wurde er zusammen mit seinem Bruder Giovanni in eine Giunta aus 60 Patriziern gewählt, die über die Politik gegenüber Dalmatien entscheiden sollte.
In den nächsten Jahren war er in diplomatischer, politischer und wirtschaftlicher Tätigkeit unterwegs, die sich nicht immer voneinander trennen lassen. Im April 1389 gehörte er zu den zehn Adligen, die den Signore von Mantua, Francesco I. Gonzaga, bei Chioggia abholten, um ihn feierlich nach Venedig zu geleiten. 1390 kontrollierte er zusammen mit einem anderen Amtsträger die Abrechnungen der Provveditori alle Biave, die für die Getreideversorgung der Stadt und für den Handel mit dem Grundnahrungsmittel zuständig waren.

#### Handelsgesellschaft für Syrien mit seinem Bruder, Dogenrat (1394), Gesandter in Ferrara und Mailand
In der Handelsgemeinschaft mit seinem Bruder Giovanni – in Venedig waren nahe Verwandte automatisch Gesellschafter – betätigte er sich im Wein- und Tuchhandel mit Syrien.
Im Frühjahr 1394 wurde er zum Consigliere ducale gewählt, zum Dogenratgeber. Am 24. Februar 1395 nahm er die Wahl zum Gesandten nach Ferrara an, reiste im Juni nach Mailand weiter, wo er Gian Galeazzo Visconti zur Erlangung der Herzogswürde förmlich gratulierte. Auf dem Rückweg reiste er als Provveditore in die Polesine di Rovigo, die Venedig als Sicherheit vom Signore von Ferrara erhalten hatte.

#### Befehlshaber der Adriaflotte und Rolle im Kreuzzug von 1396
1388 hatte Venedig einen ersten Vertrag mit den Osmanen geschlossen, um seine Handelswege zu schützen. Anfang 1396 wurde Mocenigo zum Befehlshaber der adriatischen Flotte bestimmt, die auch für den Ägäisraum zuständig war.

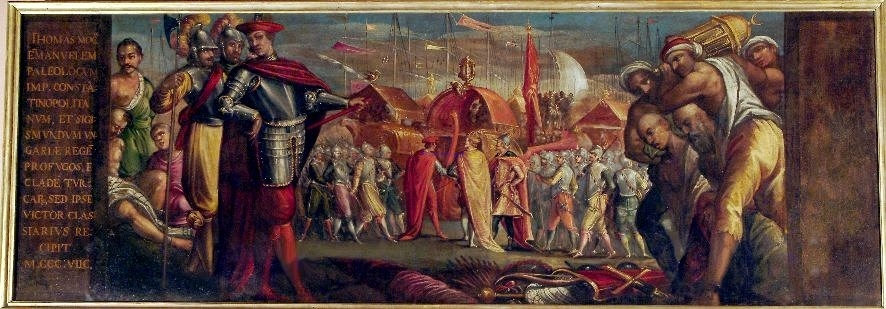
Gemälde des 17. Jahrhunderts im Palazzo Mocenigo a San Stae, das die Rolle des späteren Dogen beim Kreuzzug von 1396 im Familienpalast verherrlichen sollte, Öl auf Leinwand, 220 mal 105 cm

Zu dieser Zeit nahm der Plan des Königs von Ungarn und späteren Kaisers Sigismund Gestalt an, zum Kreuzzug gegen die Osmanen aufzubrechen. Aus Frankreich und dem Reich kam Unterstützung, und das Heer marschierte im Sommer Richtung Adrianopel. Währenddessen sollte Mocenigo mit acht Galeeren durch den Bosporus an die Donau fahren, um die durch Thrakien ziehenden Kreuzfahrer zu unterstützen. Die Flotte erreichte Konstantinopel am 2. September und befreite die Stadt von der osmanischen Belagerung. Doch unterlag das Kreuzfahrerheer am 28. September 1396 in der Schlacht bei Nikopolis der Armee unter Führung Sultan Bayezids I.
Der König von Ungarn und viele andere Überlebende konnten sich nur dank der Venezianer retten, die die Flüchtigen an der Donaumündung aufnahmen. Die Flotte brachte die Männer nach Dalmatien. Sigismund wollte Tommaso Mocenigo nach dieser Rettung eine jährliche Zahlung von 1000 Dukaten als Belohnung zusprechen, die allerdings von den 7000 Dukaten abzuziehen waren, die der König als Hilfe für den Kreuzzug erhielt. Doch die venezianischen Magistrate hatten Vorbehalte hinsichtlich der Rechtmäßigkeit, und so wurde der Anspruch des späteren Dogen nie anerkannt.

#### Savio del Consiglio(erstmals 1397), Gesandter bei Sigismund, Wahl des Dogen Michele Steno
Dennoch genoss Mocenigo höchstes Ansehen, und so wurde er nur wenige Tage nach seiner Rückkehr, am 12. Januar 1397, zum Savio del Consiglio gewählt. Doch noch vor Amtsantritt wurde er als einer der drei Gesandten gewählt, die Sigismund von einem erneuten Kreuzzug überzeugen sollten.
Danach gehörte er einer Kommission an, die sich mit dem Kupferhandel befassen sollte. Im Frühjahr 1398 wurde er erneut zum Savio del Consiglio für das Halbjahr von April bis November gewählt, dann wieder für die Zeit vom 30. September 1399 bis zum 30. August 1400. Mocenigo war nun bei einer Reihe von feierlichen Anlässen im Dogenpalast anwesend, wie etwa beim Empfang des Mailänders Gian Galeazzo Visconti am 21. März 1400.
Am Jahresende 1400 war er einer der Correttori della promissione ducale, eine Funktion, in der die Korrektoren die Aufgabe hatten, den Amtseid des neuen Dogen zu überarbeiten, die promissione. Mit deren Hilfe wurden seit dem 12. Jahrhundert immer wieder neue Beschränkungen der Macht des Dogen eingeführt, so dass er weniger ein Souverän war, als vielmehr ein Amtsträger. Allerdings bot das Amt weiterhin zahlreiche Möglichkeiten der Einflussnahme. Zunächst aber gehörte er zu den 41 Elektoren vom 1. Dezember 1400, die sich für Michele Steno als neuem Dogen entschieden.

#### Avogador di Comun(1401), Treviso, Gesandter in Mailand und Padua
Mocenigo wurde zwischen dem 28. Januar und dem 18. April 1401 Avogador di Comun, eine Art Chefankläger der Kommune, dann amtierte er im März und April als sindaco im Gebiet von Treviso, mit dem Auftrag, die dortigen Verteidigungsanlagen zu verstärken. Am 20. Mai war er wieder in Mailand bei Gian Galeazzo Visconti, hielt sich am 28. Juni 1402 gemeinsam mit Carlo Zeno in Padua auf, um die Unterstützung des Senats für Francesco Novello da Carrara auszusprechen, dessen Söhne vom Visconti gefangen genommen worden waren.

#### Negroponte (1402–03) und Kreta (1403–05)

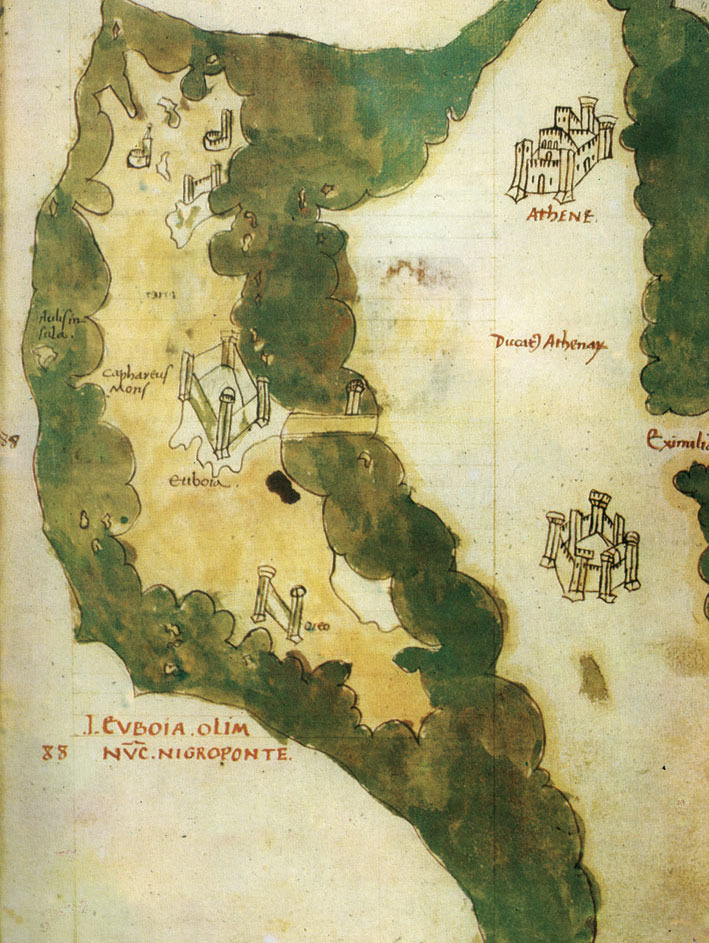
Karte von Negroponte, Cristoforo Buondelmonti, 1420

Abermals wurde er als Savio del Consiglio für die Zeit von Oktober 1402 bis März 1403 bestimmt, doch wurde er bereits am 22. Oktober 1402 zum Provveditore auf der Ägäisinsel Negroponte bestimmt. Auch dort sollte er die Befestigungen verstärken. Erneut wurde er zum Auslauftermin seines Amtes zum Savio del Consiglio gewählt, nämlich am 28. März 1403, doch nun wurde er gar zum Duca di Candia gewählt, dem höchsten Amt in der wichtigsten Kolonie Venedigs, auf Kreta. Seine Gegenwart in der Hauptstadt Candia ist für die Zeit vom 15. September 1403 bis zum 16. Juli 1405 belegt.

#### Vize-Podestà Paduas (1405), Prokurator von San Marco, Gesandter in Genua (1406) und Ravenna (1407)

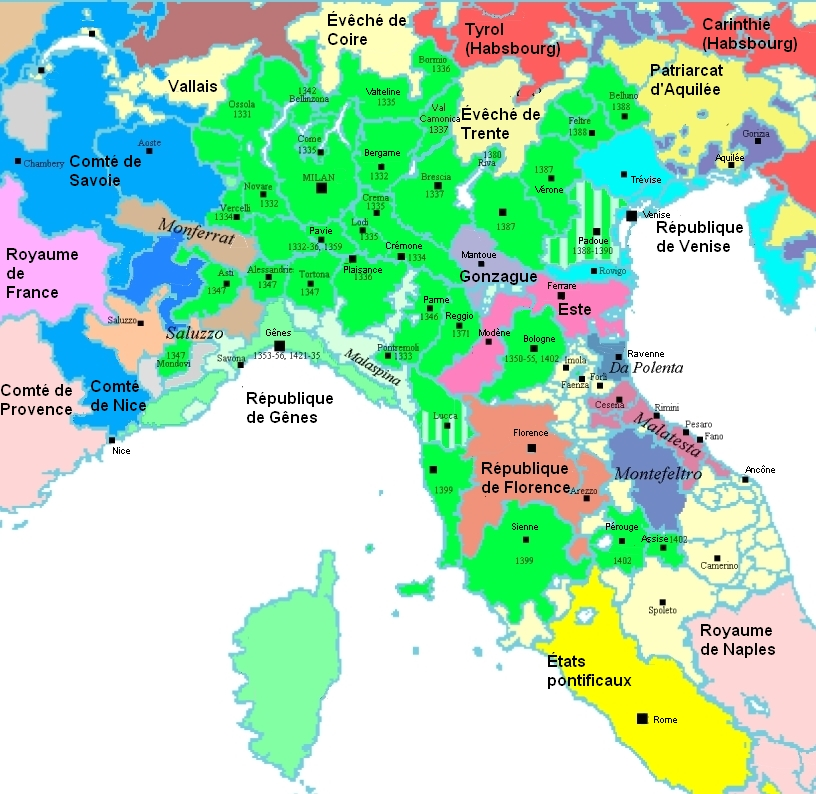
Norditalienische Mächte im Jahr 1402

Als Venedig sein Territorium westwärts bis Garda ausgedehnt hatte, wehrte sich als letzte Stadt Padua gegen die Besetzung. So wurde Mocenigo dort zum Provveditore in Campo bei den Belagerungstruppen bestimmt. Am 22. November 1405 brach die Signoria der Carrara zusammen. Gemeinsam mit seinem Kollegen Zaccaria Trevisan wurde er zum Vize-Podestà der Stadt.
Kaum waren die ersten Anweisungen zur öffentlichen Vereidigung der Korporationen und die ersten Entscheidungen zur militärischen und zivilen Verwaltung getroffen, musste Mocenigo am 5. Februar 1406 nach Venedig zurückkehren, wo er zum Procuratore di S. Marco de supra erhoben wurde. Im Gegensatz zu den Procuratori de citra, die sich vornehmlich um karitative Aufgaben kümmerten, und um die Vollstreckung von Stiftungen und Testamenten, war er als Procuratore de supra eher für den Kirchenbau selbst und alle daran hängenden Aufgaben zuständig, darunter Besitz und Finanzierung.
Nur vier Monate später ging Mocenigo mit plena potestas, mit voller Entscheidungskompetenz also, nach Genua. Dabei ging es um Entschädigungen für venezianische Händler in Beirut, Famagusta und auf Rhodos. Er hielt sich in Genua vom 18. Juni bis zum 2. Juli auf, um gleich wieder als einer der Savi del Consiglio nominiert zu werden. In diesem Amt blieb er von Oktober 1406 bis zum 16. September 1407. In dieser Funktion gelang ihm am 20. November 1406 der Abschluss eines Vertrages mit Obizzo da Polenta, dem Signore von Ravenna. Auf der Grundlage dieses Vertrages fiel die Stadt mit ihrem Territorium 1441 für fast sieben Jahrzehnte an Venedig.

#### Verträge mit Habsburgern, Brescia, Ferrara und Mantua (1407)
Vom 2. Juni bis zum 5. August 1407 war Mocenigo einer der Unterhändler Venedigs, die mit Herzog Albrecht V. von Habsburg eine Allianz, mit dem Grafen Vinciguerra von Arco im Trentino einen Freundschaftsvertrag, sowie einen fünfjährigen Vertrag mit Pandolfo Malatesta, Niccolò d’Este und Francesco Gonzaga, den Signori von Brescia, Ferrara und Mantua abschlossen.

#### Rückerwerbung Dalmatiens (1409), Konflikt mit Sigismund

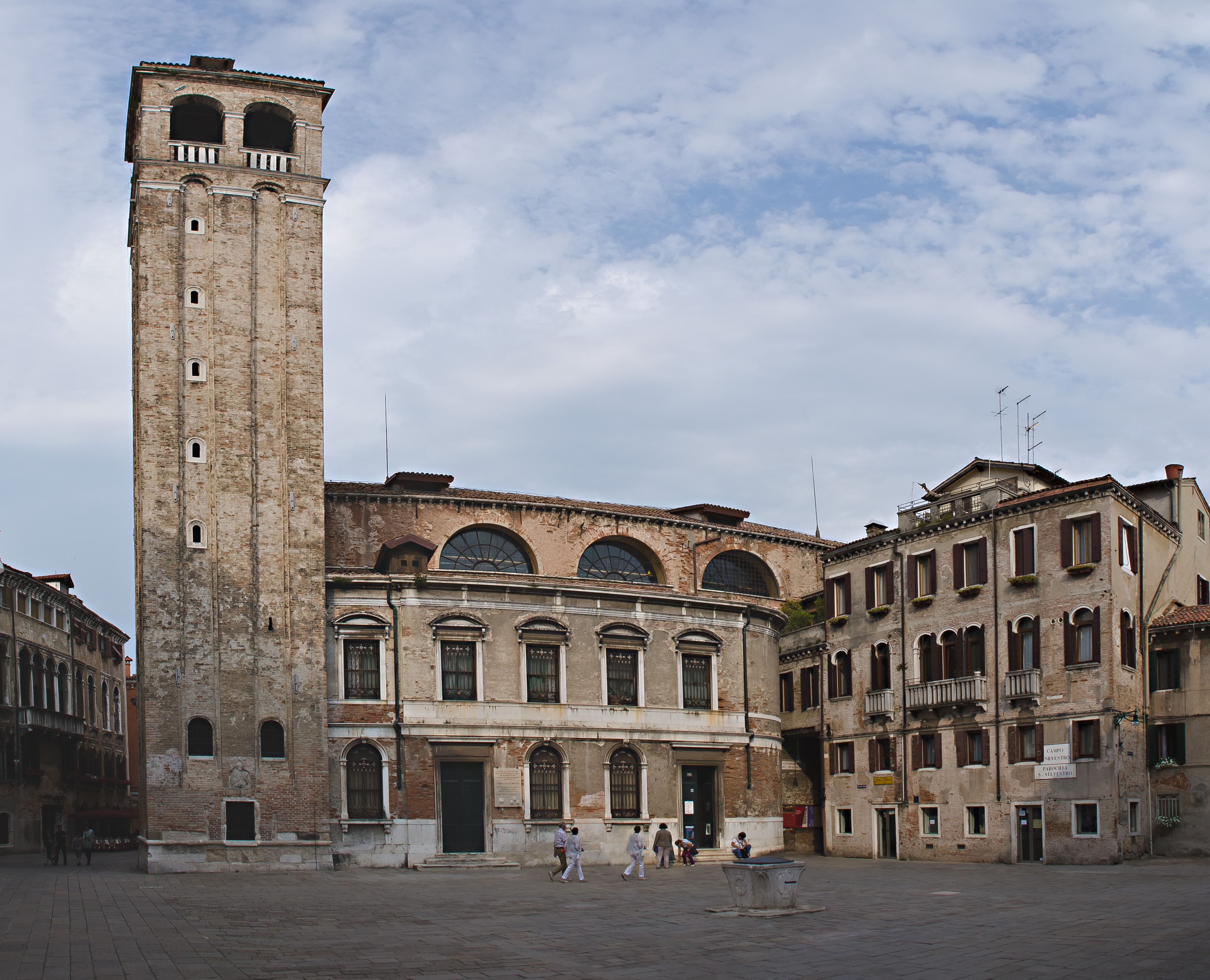
In der Kirche San Silvestro wurde 2013 zur Erinnerung an den Erwerb Dalmatiens durch Venedig im Jahr 1409 eine Gedenktafel angebracht.

Mocenigo war Savio del Consiglio, als er zwischen dem 17. Juli und dem 4. Dezember einer Expertenkommission angehörte, die sich mit dem Rückerwerb Dalmatiens beschäftigen sollte. Dieser Küstensaum an der Ostseite der Adria, den Venedig 1358 hatte abtreten müssen, war Venedig von Ladislaus von Anjou, dem Gegner Sigismunds, angeboten worden. Während sein Bruder Leonardo nach Zara reiste, um Dalmatien in Besitz zu nehmen, begab sich Tommaso, der noch als Savio del Consiglio von Juli 1409 bis März 1410 amtierte, zusammen mit Giovanni Barbo nach Buda. Dort bemühte man sich vergeblich, Sigismund zu besänftigen. Trotz der Rettung von 1396 blieb das persönliche Treffen zwischen Sigismund und Tommaso Mocenigo vom 27. März 1410 ohne Ergebnis.
Weiterhin wechselte Mocenigo zwischen der Position des besagten Savio und Reisen als Gesandter. Allein drei dieser Reisen führten ihn an den Hof Sigismunds, doch auch er konnte die Invasion des Friaul durch die Ungarn unter Philippo Scolari nicht verhindern. Durch den Vertrag von Castellutto, der am 17. April 1413 zustande kam, konnten die heftigen Kämpfe vorläufig beendet werden. Die Verhandlungen wurden im lombardischen Lodi fortgesetzt. Dort hatte sich Sigismund mit Papst Johannes XXIII. verabredet, um die Einberufung des Konzils von Konstanz vorzubereiten.

#### Wahl zum Dogen
Gemeinsam mit Antonio Contarini und dem späteren Dogen Francesco Foscari hielt sich Tommaso Mocenigo in Lodi auf, als ihn nach dem Tod des Dogen Michele Steno am 7. Januar 1414 die Nachricht von seiner Wahl zu dessen Nachfolger erreichte. In Verona erwartete ihn eine Delegation von zwölf Senatoren, die ihn nach Venedig geleiteten, wo er am 28. Januar ankam.

### Das Dogenamt
Seine Regierungszeit war durch außenpolitische Erfolge, territoriale Erweiterungen und eine wirtschaftliche Blüte gekennzeichnet.

#### Widerstand gegen das Adelsregiment, die Rolle der Zünfte (1415) und der Volksversammlung (1423)
Doch wurden gleich zu Beginn seiner Regierung auftretende Konflikte vom Rat der Zehn unterdrückt, der seit 1310 für die Staatssicherheit und die Verfolgung von Verschwörern verantwortlich war. Die venezianische, spätestens seit Andrea Dandolo staatlich gesteuerte Geschichtsschreibung vermied es weitgehend, die Aktivitäten und Ideen der Popolanen zu benennen, ohne die Streitigkeiten innerhalb des Adels zu verschweigen. Doch tauchen erstere meist nur verklausuliert auf, oder die Dokumente wurden gar ausdrücklich vernichtet.
Am 20. Februar 1415, als die Feierlichkeiten zur Wahl Mocenigos noch immer andauerten, vermerkte der Rat der Zehn, dass es seit alter Zeit Brauch wäre, dem Dogen zu seiner Wahl auch durch die Zünfte Reverenz zu erweisen. Dies sei schließlich das bedeutendste Zeichen des Gehorsams und der Stärke des Staates, und dies stehe auch im Amtseid des Dogen, der promissione ducale. Das Fernbleiben sei ein Affront gegen den honor, die Ehre, des Dogen, außerdem sei dies Ursache, dass unter den „subditos nostros“, ‚unseren Untertanen‘ „scandalo“ und „mormoratione“ entstehe – eine ähnlich verklausulierte Formel, wie heute „Unruhen“. Die drei Oberhäupter des Rates der Zehn entschieden also, dass alle Angehörigen von Zünften, bei denen dies üblich sei, zu den Feierlichkeiten zu erscheinen hatten. Dass jedes Zuwiderhandeln als eine Art staatsgefährdendes Delikt behandelt werden sollte, geht daraus hervor, dass die entsprechenden Maßnahmen nicht mehr bei den für die Zünfte zuständigen Giustizieri vecchi liegen sollten, sondern beim Rat der Zehn selbst. Fortan sollte jeder, der sich im ersten Jahr nach der Wahl eines Dogen vor dieser Pflicht drücken wollte, schwer bestraft werden. Ausnahmen durch den Dogen wurden ausdrücklich untersagt. Doch auch nach vier Abstimmungen konnte man sich nicht auf so drastische Maßnahmen einigen. Dass im Hintergrund immer noch die Frage des gefürchteten Bündnisses zwischen einem der Dogen und den Zünften gegen das Händlerregiment des Adels eine Rolle spielte, wird angenommen (vgl. Marino Falier).
Während noch im Mai 1422 der Rat der Zehn den Arengo, die Volksversammlung, um die Bestätigung eines Gesetzes ersuchte, votierte im April 1423 die Mehrheit der Patrizier für eine endgültige Entmachtung dieser Versammlung, die zuletzt 1156 einen Dogen gewählt hatte. Mit 457 Stimmen gegen 116, bei 41 Enthaltungen, stimmte der Große Rat dafür, dass der Arengo nicht länger zur Bestätigung von Gesetzen und auch nicht mehr zur Bestätigung einer Dogenwahl einberufen werden sollte, wie es seit Sebastiano Ziani geregelt gewesen war.

#### Weitere Expansion in die Terraferma, Handelskrieg Sigismunds gegen Venedig
Aufgrund der venezianischen Expansion in die Terraferma, der Zerschlagung des Aquileier Patriarchats und der Rückgewinnung Dalmatiens war das Verhältnis zum Reich überaus belastet. In all diesen Fällen wurden die Rechte des Reiches und die Ungarns und damit die Sigismunds verletzt. So kam es zwischen 1411 und 1413, dann wieder von 1418 bis 1420 zum Krieg, und, was für Venedig besonders gefährlich war, zu einer weit ausgreifenden Handelssperre. Dies war umso bedrohlicher, als oberdeutsche Händler und Genuesen auf Seiten des Reiches die Handelskontakte in den Osten zu schwächen versuchten, indem sie den Überlandhandel, aber auch den donauabwärts bis Konstantinopel und zur Krim stärkten.
1413 und 1417 verbündete sich Venedig in diesem Zusammenhang mit dem Tiroler Herzog Friedrich IV., mit dem Mocenigo schon 1407 verhandelt hatte. Dessen Kanzlei hatte bis 1411 Sigismund nur als König von Ungarn tituliert, nicht jedoch als König des römisch-deutschen Reiches.

#### Sieg der Flotte über die Osmanen bei den Dardanellen

Die Ausdehnung des Osmanenreiches auf dem südlichen Balkan und im Nordwesten Kleinasiens, von Venedig kontrollierte Gebiete, um 1410

1416 kam es zur ersten großen Seeschlacht zwischen den Osmanen und den Venezianern (vg. Michalli da Ruodo). Sieger in der Schlacht vor der Insel Kallipolis in den Dardanellen war dieses Mal Venedig unter dem Flottenführer Pietro Loredan. In den darauffolgenden Verträgen mit dem Sultan erhielt Venedig vorerst freie Hand für seinen Seehandel.

#### Politisches Testament
Kurz vor seinem Tod rief der Doge die Signoria zusammen, um ihr sein politisches Testament mitsamt einer fulminanten Rede zu unterbreiten. Darin forderte er dazu auf, den Glauben zu verteidigen, das Recht zu verbessern, vor allem aber die Liebe zum Frieden zu pflegen. Er soll sogar dazu aufgerufen haben, Francesco Foscari aufzuhalten, dessen Regierung in den Krieg führen und zu Prestigeverlust führen würde.
Denn trotz der Erfolge blieb Venedig für den Dogen ein Staatswesen, das auf das Meer ausgerichtet bleiben sollte. Dies bedeutete vor allem eine Ausrichtung auf das östliche Mittelmeer, nicht auf Italien. Zwar strebte er eine Sicherung der Transportwege durch Oberitalien an, doch hielt er es für höchst gefährlich, sich in die Verhältnisse auf dem Festland verwickeln zu lassen. Diese Politik stand in scharfem Kontrast zu seinem Nachfolger.

#### Testament und Tod
In seinem Testament vom 7. April 1422 hatte Mocenigo, der nie geheiratet hatte, verfügt, dass seine außereheliche Tochter Margherita berücksichtigt wurde. Haupterben wurden sein Bruder Leonardo und die beiden Neffen Andrea und Marino, die beiden Söhne des verstorbenen Dogenbruders Francesco.
Tommaso Mocenigo erkrankte Ende März 1423 und er starb am Abend des 4. April, zu Ostersonntag.

### Grabmonument in San Zanipolo

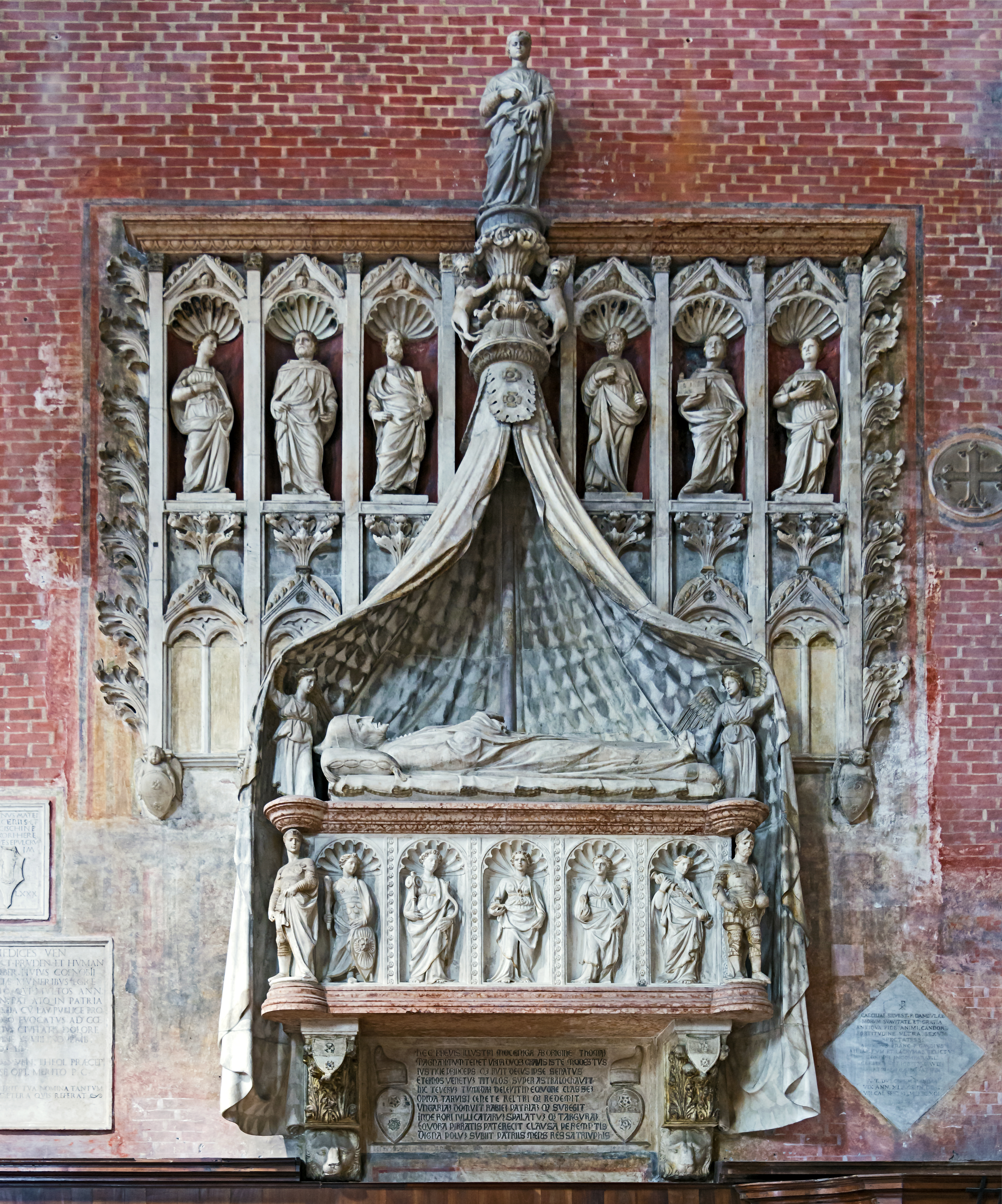
Das Grabmal Mocenigos in der Kirche San Zanipolo, wohl nach dem Tod des Dogen begonnen und Anfang 1424 fertiggestellt, misst 720 mal 470 cm. Über dem liegenden Dogen öffnet sich ein großer marmorner Baldachin, der von zwei Engeln aufgehalten wird. Vierzehn weitere Statuetten verkörpern Heilige und Tugenden. Zwischen den Konsolen befindet sich eine zehnzeilige Inschrift.

Der verstorbene Doge wurde in San Zanipolo beigesetzt. In dieser Kirche, in der zahlreiche Dogen ihre Grablege fanden, erhielt er ebenfalls ein prächtiges Grabmal rechts neben der Sakristei im linken Seitenschiff. Erschaffen wurde das Werk, ausweislich der Schriftzüge am Monument selbst, von Pietro di Nicolo aus Florenz und Giovanni di Martino aus Fiesole („Petrus Magistri Nicholai da Florencia et Iovanes Martini de Fesulis“), doch gilt das Werk, so Oskar Mothes, als eher schwach. Antiker Einfluss zeige sich in den sieben Figuren, welche die Tugenden darstellen. Allerdings würden sie zahlreiche Fehler in der Behandlung des Nackten, in Gewandung, ja selbst in den Hauptverhältnissen aufweisen. Alfred Gotthold Meyer hingegen beurteilte das Werk im selben Jahr 1889 positiver, insbesondere im Vergleich zur lokalen venezianischen Produktion. Es stehe der venezianischen Gotik näher als der Florentiner Frührenaissance.

## Literatur

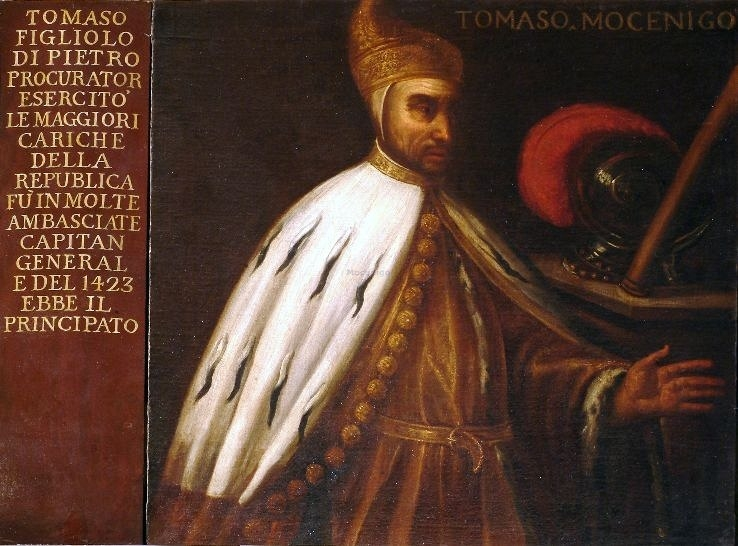
Anonymus: Porträt des Dogen vom Ende des 18. Jahrhunderts mit seiner Herkunft, den Ämtern, die er innehatte und dem Datum seiner Wahl zum Dogen; Öl auf Leinwand, 109 × 107 cm, Palazzo Mocenigo a San Stae